# 예일 법학대학원
예일 법학대학원(Yale Law School, YLS)은 미국 예일 대학교의 법학전문대학원으로 전세계에서 입학요건이 가장 까다롭고 미국 법조계에서 가장 명성있는 로스쿨이다. 입학시 가문의 영광이며, 《U.S. 뉴스 & 월드 리포트》가 1987년부터 해마다 발행하는 미국 로스쿨 순위가 발표된 이후 지금까지 한번도 빠짐없이 부동의 1위를 지키고 있다. 1824년에 설립 되었으며 미국 3년 J.D.(법무석사), 1년 LL.M.(법학석사), J.S.D.(법률과학박사), 1년 M.S.L.(비법률가용 법학석사) 및 미국 로스쿨 중 유일하게 3년 Ph.D. in Law(법학 철학박사) 과정을 제공한다.
J.D.(법무석사) 과정은 해마다 약 200명 정원의 소수정예, 최고로 우수한 학생들을 교수단이 직접 선발해 미국에서 입학이 가장 어렵기로 유명하다. 2017-18년 입시기간 합격률 (Acceptance rate)은 6.7%로 미국 로스쿨 전체를 통틀어 가장 낮았다. 합격생 입학률 (Yield rate) 또한 85%로 미국에서 수년째 부동의 1위를 지키고 있다. 2017-18 입시기간의 경우 200명 정원에 3,546명이 지원했다. 2018년 가을에 입학한 J.D. 신입생들의 학부 GPA 25th/75th 퍼센타일이 3.84/3.98, 중간값이 3.92, LSAT 점수 25th/75th 퍼센타일이 170/176, 중간값이 173으로 전국을 통틀어 가장 높은 수치이다.
미국 로스쿨 중 가장 높은 연방 판사보좌관(재판연구관) 배출 비율과 로스쿨 교수 배출 비율이 보여주듯이 다른 로스쿨들에 비해 많은 졸업생들이 공직과 학계로 진출하는 것으로 유명하다. 유명 동문 중에서는 윌리엄 하워드 태프트, 제럴드 포드, 조지 H. W. 부시, 빌 클린턴와 같은 4명의 미국 대통령을 배출해냈으며 이밖에도 힐러리 클린턴 전 국무장관 또한 예일 로스쿨 출신이다. 작은 규모에도 불구하고 현재까지 미국 로스쿨 중 하버드에 이은 두 번째로 많은 11명의 연방 대법원 대법관을 배출했다.
J.D. 학생 평가는 명예(Honors)/통과(Pass)/낮은 통과(Low Pass)/낙제(Fail)의 시스템으로 되어있다. GPA 계산을 하지 않고 석차를 매기지 않으며 대부분의 로스쿨이 1년치의 필수 과목들이 있는 데 반해 한 학기분량의 필수 과목들만 존재한다.

## 출신 인사

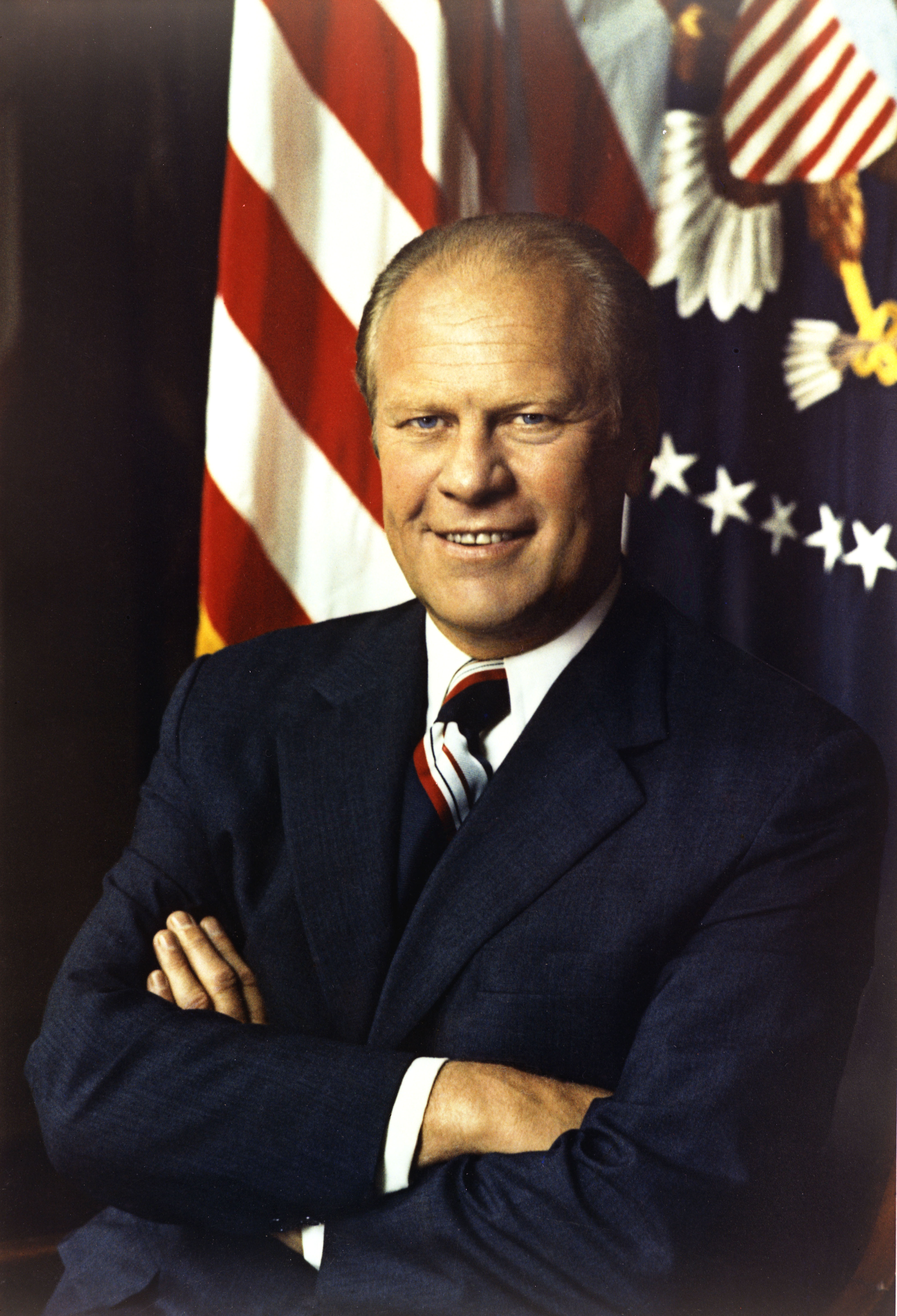
제럴드 포드

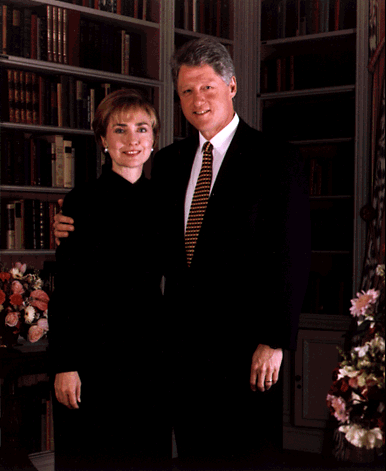
힐러리 클린턴과 빌 클린턴

- 윌리엄 하워드 태프트 미국 대통령 1909-1913, 미국 연방 대법원장 1921-1930
- 제럴드 포드 미국 대통령 1974-1977
- 빌 클린턴 미국 대통령 1993-2001
- 힐러리 클린턴 미국 영부인 1993-2001, 미국 국무장관 2009-2013
- 카를 카르스텐스 (LLM) 독일 대통령 1979-1984
- 쿵상시 (LLD) 중화민국 수상 1938-1939
- 사이러스 밴스 미국 국무장관 1977-1980
- 존 볼턴 미국 UN 대사 2005-2006
- 로버트 루빈 미국 재무장관 1995-1999
- 제리 브라운 캘리포니아 주지사 1975-1983, 2011-
- 윈슬롭 브라운 주한국 미국대사 1964-1967
- 사전트 슈라이버 주프랑스 미국대사 1968-1970
- 클래런스 토머스 연방 대법원 대법관 1991-
- 새뮤얼 알리토[13] 미국 연방 대법원 대법관 2006-
- 소니아 소토마요르 연방 대법원 대법관 2009-
- 구이도 캘러브레이지[14] 연방 제2순회 항소법원 판사 1994-2009
- 조 리버먼 코네티컷주 연방 상원의원 1989-2013
- 로버트 허친스 시카고 대학교 총장 1945-1951
- 앨런 더쇼비츠 미국 법학자
- 로런스 레식 미국 법학자, 사회운동가
- 이벤 모글렌 자유 소프트웨어 재단 고문변호사
- 존 유 백악관 법률자문관 2001-2003
- J. 하워드 마셜 미국 석유 재벌
- 마크 매코맥 IMG 창업자
- 팀 저갯과 니나 저갯 저갯 서베이 창업자
- 고승덕 (LLM) 전 한나라당 전 국회의원

## 주요 간행물
- 예일 로저널 (Yale Law Journal)

## 참조
1. ↑  “Fast Facts”. 2015년 8월 9일에 원본 문서에서 보존된 문서. 2015년 8월 3일에 확인함.
2. ↑  Ranking of Top Law Schools 1987 - 2009 By US News & World Report
3. ↑  대한민국의 법학전문대학원 법무석사와 동일한 학위
4. ↑  YLS degrees
5. ↑  “Entering Class Profile - Yale Law School” (영어). 2018년 10월 30일에 확인함.
6. ↑  “Entering Class Profile - Yale Law School” (영어). 2018년 10월 30일에 확인함.
7. ↑  “Entering Class Profile - Yale Law School” (영어). 2018년 10월 30일에 확인함.
8. ↑  “Entering Class Profile - Yale Law School” (영어). 2018년 10월 30일에 확인함.
9. ↑  Federal Judicial Clerkship Placement
10. ↑  Supreme Court Clerkship Placement
11. ↑  Top Producers of Law Teachers
12. ↑  “YLS Grades”. 2014년 2월 22일에 원본 문서에서 보존된 문서. 2014년 2월 6일에 확인함.
13. ↑  “Samuel Alito”. 2015년 2월 14일에 원본 문서에서 보존된 문서. 2015년 2월 13일에 확인함.
14. ↑  Guido Calabresi